# التلفزيون التربوي الإسرائيلي
التلفزيون التربوي الإسرائيلي هي قناة تلفزيونية أرضية إسرائيلية، مملوكة لوزارة التعليم الإسرائيلية.